# Mahasena hockingi
Mahasena hockingi är en fjärilsart som beskrevs av Moore 1888. Mahasena hockingi ingår i släktet Mahasena och familjen säckspinnare. Inga underarter finns listade i Catalogue of Life.